# Socalchemmis
Socalchemmis là một chi nhện trong họ Zoropsidae.

## Các loài
- Socalchemmis arroyoseco Platnick & Ubick, 2007
- Socalchemmis bixleri Platnick & Ubick, 2001
- Socalchemmis cajalco Platnick & Ubick, 2001
- Socalchemmis catavina Platnick & Ubick, 2001
- Socalchemmis cruz Platnick & Ubick, 2001
- Socalchemmis dolichopus (Chamberlin, 1919)
- Socalchemmis gertschi Platnick & Ubick, 2001
- Socalchemmis icenoglei Platnick & Ubick, 2001
- Socalchemmis idyllwild Platnick & Ubick, 2001
- Socalchemmis kastoni Platnick & Ubick, 2001
- Socalchemmis miramar Platnick & Ubick, 2001
- Socalchemmis monterey Platnick & Ubick, 2001
- Socalchemmis palomar Platnick & Ubick, 2001
- Socalchemmis prenticei Platnick & Ubick, 2001
- Socalchemmis rothi Platnick & Ubick, 2001
- Socalchemmis shantzi Platnick & Ubick, 2001
- Socalchemmis williamsi Platnick & Ubick, 2001